# Kevin Jon Heller
Kevin Jon Heller (geboren 1967) ist ein Rechtswissenschaftler für internationales Strafrecht.

## Leben
Kevin Jon Heller studierte Soziologie an der New School for Social Research (B.A.; M.A.) und Literatur an der Duke University (M.A.). Er erhielt einen JD an der Stanford Law School und wurde an der Universität  Leiden promoviert. Er war von 2004 bis 2006 Assistenzprofessor an der University of Georgia School of Law und ging dann als Senior Lecturer an die University of Auckland, wo er sich für Internationales Strafrecht spezialisierte. Er war Associate Professor und Reader an der University Melbourne Law School und Projektleiter für International Criminal Law am Asia Pacific Centre for Military Law. Heller lehrt seit 2015 Strafrecht an der School of Oriental and African Studies  und seit 2017 als Assistenzprofessor an der Universität Amsterdam.
Heller wirkte für Human Rights Watch als Prozessbeobachter beim Internationalen Strafgerichtshof im Prozess gegen Saddam Hussein und von 2008 bis 2011 im Prozess gegen Radovan Karadzic. Er beriet die Unterstützungsmission der Vereinten Nationen in Afghanistan (UNAMA), NGOs und war Trainer bei „Professionals in Humanitarian Assistance & Protection“ (PHAP). Er ist regelmäßiger Mitarbeiter beim Blog Opinio Juris und schreibt Rezensionen für den New Criminal Law Review.

## Schriften (Auswahl)
- The Nuremberg Military Tribunals and the Origins of International Criminal Law. Oxford: Oxford Univ. Press, 2011 ISBN 978-0-19-955431-7
- mit Markus Dubber (Hrsg.): The Handbook of Comparative Criminal Law. Stanford University Press, 2011
- mit Gerry Simpson (Hrsg.): The Hidden Histories of War Crimes Trials. OUP, 2014